# Iris Gold
Iris Gold (født Mercedes Seecoomar den 3. februar 1991) er en dansk sangerinde. Hun er født i London, men opvokset på Christiania.
Hun pladedebuterede i 2015 med singlen "Goldmine" og har siden udgivet en række singler. Debutalbummet Planet Cool udkom i 2019 på Playground Music og blev i 2022 fulgt op af albummet Woman. Singlen fra 2021 "Lover of My Own" blev produceret af Dave Stewart (tidligere Eurythmics).
Hun har spillet på en lang række scener og festivaler i Europa, herunder spillet opvarmning til Blur ved koncert i Hyde Park i London, ligesom hun har optrådt med artister som Doja Cat, Taylor Swift og Robbie Williams.